# CDKN2C
CDKN2C(Cyclin-dependent kinase 4 inhibitor C, 사이클린 의존성 키나제 4 억제제 C)는 인간에서 CDKN2C 유전자에 의해 코딩되는 효소이다.

## 기능
이 유전자에 의해 암호화된 단백질은 사이클린 의존성 키나제 억제제의 INK4 계열의 구성원이다. 이 단백질은 CDK4 또는 CDK6과 상호작용하고 CDK 키나제의 활성화를 방지하여 세포주기 G1 진행을 제어하는 세포 성장 조절제로 기능하는 것으로 나타났다. 이 유전자의 이소성 발현은 야생형 RB1 기능의 존재와 상관관계가 있는 것으로 보이는 방식으로 인간 세포의 성장을 억제하는 것으로 나타났다. 녹아웃 마우스에 대한 연구에서는 정자 형성을 조절하고 종양 형성을 억제하는 데 있어 이 유전자의 역할이 제시되었다. 동일한 단백질을 코딩하는 이 유전자의 두 가지 교대로 접합된 전사체 변형이 보고되었다.

## 상호작용
CDKN2C는 사이클린 의존성 키나제 4 및 사이클린 의존성 키나제 6과 상호작용하는 것으로 나타났다.